# Бетмен: Рік перший (анімаційний фільм)
«Бетмен: Рік перший» (англ. «Batman: Year One») — анімаційний супергеройський фільм 2011 року, оснований на однойменному коміксі надрукованому у 1987 році. Його прем'єра відбулася на Комік-Коні 22 липня 2011 року, на домашніх носіях випуск відбувся 18 жовтня. Стрічку режисерували Лорен Монтґомері й Сем Лю. Це 12-й фільм, що вийшов в рамках оригінальних анімаційних фільмів DC Universe, і вийшов на DVD, Blu-ray, і цифрових копіях.

## Акторський склад озвучення
- Браян Кренстон в ролі лейтенанта Джеймса Ґордона
- Бенджамін Маккензі в ролі Брюс Вейн / Бетмен
- Елайза Душку в ролі Селіна Кайл / Жінка-кішка
- Джон Політо в ролі комісар Джилліан Б. Лоеб
- Алекс Рокко в ролі Карміна Фальконе
- Кеті Сакгофф в ролі детективши Сари Ессен
- Джефф Беннетт в ролі Альфреда Пенніворта
- Ґрей Делайл в ролі Барбари Ейлін-Ґордон (зазначено у титрах), Вікі Вейл (не зазначено у титрах)
- Робін Аткін Давнс в ролі Гарві Дента
- Кіт Ферґюсон в ролі Джефферсона Скиверса
- Денні Джейкобз в ролі адвоката Флесса
- Нік Джеймсон в ролі офіцера Стенлі "Стен" Меркель
- Ліліана Маммі в ролі Голлі Робінсон
- Пет Мюзик в ролі Луїзи Фальконе
- Стівен Рут в ролі лейтенанта Брандена
- Фред Таташиоре в ролі детектива Арнольд Джон Фласс, Джонні Вітті
- Стів Блум в якості Стена

## Виробництво

### Передмова
У 2000 році Warner Bros. найняла Даррена Аронофського для написання та постановки перезавантаження фільму франшизи про Бетмена. Це перезавантаження повинно було базуватися на Бетмен: Рік перший . Саме тому Аронофський співпрацював з Франком Міллером, який закінчив ранній начерк сценарію. Однак, сценарій містив мало змін, та зберіг більшість тем та елементів графічного роману. Врешті-решт цей проєкт був відкладений студією, і Аронофський та Міллер перейшли до інших проєктів.
У 2005 році Крістофер Нолан розпочав свою серію фільмів про Бетмена з фільму-перезавантаження «Бетмен: Початок», який черпав натхнення з історії Бетмена: Рік перший та інших. 

### Розробка
Продюсер Брюс Тімм зазначив, що екранізація була відносно простою через кінематичний характер оригінального коміксу. Браян Кренстон спочатку відмовився від ролі Джеймса Ґордона, оскільки він був незнайомий як з анімацією, так і з класичними коміксами. Кренстон сказав: "Я не знав про цей рівень кінорозповіді у виді анімації".

## Критика
Анімаційний Бетмен: Рік перший отримав позитивні відгуки після виходу. Rotten Tomatoes дає фільму оцінку 88% за відгуками 8 критиків із середньою оцінкою 6,8 з 10. 

## Випуск на носіях
Реліз на DVD та Blu-ray містить короткий мультфільм під назвою Жінка-кішка. 
11 серпня 2015 року Warner Home Video випустила стрічку у комбінованому виданні, яке включає DVD, Blu-ray та цифрову копію, а також графічний роман, на якому базується мультфільм. 